# Stazione di Locri
Stazione di Locri vasútállomás Olaszországban, Calabria régióban, Locri településen.

## Vasútvonalak
Az állomást az alábbi vasútvonalak érintik:
- Jonica-vasútvonal

## Kapcsolódó állomások
A vasútállomáshoz az alábbi állomások vannak a legközelebb:
- Stazione di Siderno
- Stazione di Ardore
- Stazione di Bovalino